# ベーフィクレー 大胆不敵な二人
『ベーフィクレー 大胆不敵な二人』（ベーフィクレー だいたんふてきなふたり、原題：Befikre）は、2016年に公開されたインドのロマンティック・コメディ映画。監督・製作・脚本はアディティヤ・チョープラー、主演はランヴィール・シンとヴァーニー・カプールが務めた。映画はパリ・ムンバイで50日間かけて撮影された。作曲はヴィシャール＝シェーカルが手掛け、マイキー・マクレアリーと共同でプロデュースしている。映画はインド国内2100スクリーン、国外800スクリーンで公開された。

## キャスト
- ダラム・ガラティ - ランヴィール・シン
- シャイラ・ギル - ヴァーニー・カプール
- アナイ - アルマーン・ラルハン
- クリスティーン - ジュリー・オードン（英語版）
- シャイラの父 - アカルシュ・クラナ
- シャイラの母 - アイェシャ・ラザ
- メーラ - アル・クリシャンシュ・ヴァルマ（英語版）
- ナタリー - エリッサ・バチアー・ベイ[7]

## 製作
2015年9月にアディティヤ・チョープラーの監督復帰作として、ヤシュ・ラージ・フィルムズから製作が発表され、10月にランヴィール・シンとヴァーニー・カプールが主演を務めることが発表された。同年12月にはヴィシャール＝シェーカルが作曲、ジャイディープ・サーニーが作詞を担当することが発表された。
2016年3月、ランヴィールがエクセル・エンターテインメント製作のゾーヤー・アクタル監督作品と出演スケジュールが重複していることが報じられた。アクタルの次回作はインド29州で撮影する予定となっていたため、ランヴィールは2016年の第2四半期と第3四半期を本作の撮影に当てることにした。撮影はパリの各地で行われ、50日間かけて行われた。

## 評価

### 興行収入
映画は公開初日に1億360万ルピーの興行収入を記録し、2016年公開のボリウッド映画で10番目の記録を樹立した。ランヴィールにとっては『パドマーワト 女神の誕生』『銃弾の饗宴 ラームとリーラ』『ならず者たち』『Bajirao Mastani』に次ぐ5番目の好成績を記録した作品となった。公開2日目に1億1600万ルピー、公開3日目に1億2470万ルピーを売り上げ、公開初週末の累計興行収入は3億4430万ルピーを記録した。これは2016年公開のボリウッド映画で11番目の記録となった。次の4日間で1億4320万ルピーを売り上げ、累計興行収入は4億8750万ルピーを記録した。この記録は2016年公開のボリウッド映画で12番目の記録となった。国内純利益は6億260万ルピーとなり、2016年公開のボリウッド映画で16番目の記録となった。海外興行収入を含めた合計興行収入は10億ルピーを記録している。純利益はBox Office Indiaから「平均以下」と評価され、最終的にヤシュ・ラージ・フィルムズには5億ルピーの収益が入った。海外市場の最終興行収入は1億6480万ルピーを記録している。

### 批評
ザ・タイムズ・オブ・インディアは3/5の星を与え、「真っ直ぐで面白いシーンがいくつかあり、このジャンルをアップグレードしようとする試みがあることは明白だが、新しいものは手に入らなかった」と批評している。インディアン・エクスプレスのシューブラ・グプタは1.5/5の星を与え、ラジーヴ・マサンドも1.5/5の星を与え、「映画には本物の感覚が欠けています。どんなに下らないロマンティック・コメディでさえも、そのキャラクターに感情を投じ続けるためには本物の感覚が必要です。私は『ベーフィクレー 大胆不敵な二人』には1.5/5の星を与えるつもりです。アディティヤ・チョープラーはヒンディー語映画の不朽のラブストーリーを作ったかも知れませんが、これは石のように沈むスフレでしかありません」と批評している。ラジャ・センも1.5/5の星を与え、「『ベーフィクレー 大胆不敵な二人』は痛々しいほどに幼稚なもので、時間の浪費でしかないことが証明されました。映画はけたたましく始まり、予測可能なものとなり、やがてカオスになります。アディティヤ・チョープラーは若者の言葉を使おうと試みていますが、それを"Befi-cray-cray"と呼びましょう」と批評している。

### ノミネート
第9回ミルチ・ミュージック・アワード
- 男性歌手オブ・ザ・イヤー（英語版）：アリジット・シン（英語版）[27]